# Humanistische Psychotherapie
Humanistische Psychotherapie ist der Oberbegriff für verschiedene Verfahren der Psychotherapie. Die humanistische (erlebnisorientierte) Psychotherapie ist eins von vier "Clustern" der Psychotherapie, neben dem psychodynamischen bzw. tiefenpsychologischen (klärungsorientierten), dem verhaltenspsychologischen (problemorientierten) und dem systemischen (lösungsorientierten) Cluster.
Die humanistische Psychotherapie versteht sich als Anwendungsdisziplin der Humanistischen Psychologie im Sinne einer angewandten Wissenschaft des Intersubjektiven zur Erkundung und Transformation des Erlebens des Patienten in seinen Beziehungskontexten zur Bewältigung von psychischem Leid. Sie stellt also das psychische Wachstum (im Sinne persönlicher Weiterentwicklung und Ausdifferenzierung in sozialen Kontexten) durch Aktivierung und Entfaltung spezifisch menschlicher Ressourcen (Potentiale) auf ein von Sinn getragenes, selbstverwirklichendes, authentisches Leben hin in den Mittelpunkt.

## Formen
Zur Humanistischen Psychotherapie gehören unter anderem:
- Gesprächspsychotherapie, Klientenzentrierte Psychotherapie, Focusing[3]
- Gestalttherapie
- Emotionsfokussierte Therapie
- Körperpsychotherapie
- Transaktionsanalyse
- Existenzanalyse
- Logotherapie
- Humanistisches Psychodrama
- Integrative Therapie
- Positive Psychotherapie
- Psychosynthese

## Zusammenfassung

### Menschenbild
Die Humanistische Psychotherapie beruht auf einem ressourcenorientierten Menschenbild, v. a. in Bezug auf die Fähigkeit des Patienten zu kreativem Wachstum und konstruktiver Veränderung, das in der humanistischen Philosophie verankert ist.
In der Humanistischen Psychotherapie wird der Mensch holistisch in seiner bio-psycho-sozialen Ganzheit gesehen. Im Humanistischen Menschenbild trägt der Mensch die für die Befreiung aus psychischem Leid erforderlichen Ressourcen in sich, die durch die Gestaltung der psychotherapeutischen Beziehung und durch psychotherapeutische Interventionen aktiviert und auf zu bewältigende Lebensprobleme angewandt werden können. Der Mensch wird als Subjekt in seinen biologischen, biografischen, sozialen und ökologischen Bezogenheiten und Bedingtheiten gesehen, dessen Erleben introspektiv bzw. intersubjektiv (selbstempathisch bzw. empathisch) erfasst werden kann.
Der Mensch wird in seinem Streben nach Selbstverwirklichung, Wachstum, Entwicklung von Ressourcen, von Autonomie und Authentizität in seinen sozialen Bezügen gesehen. Die Fähigkeit des Menschen zur Kreativität und Selbstreflexion befähigt ihn über seine gesamte Lebensspanne hinweg zu Entwicklung, Differenzierung und Gestaltung seiner Persönlichkeit und seiner Lebenswirklichkeit.
In der Humanistischen Psychotherapie steht im Mittelpunkt, was beim Menschen spezifisch menschlich ist und damit eine ganze Dimension über die animalische, neurochemische Trieb- oder Reflexdeterminiertheit und auch über vergangene lebensgeschichtliche Prägungen hinausgeht, insbesondere: das Bedürfnis nach Sinn, das intentional, also zukunftsorientiert ist, die Bewusstheit und das Gewahrsein sowie die Fähigkeiten zur Introspektion und zu reflexivem Denken, die existenzielle Wahlfreiheit des menschlichen Willens, die die persönliche Verantwortung für die eigenen Entscheidungen und ihre Folgen impliziert, die Kreativität des Menschen zur schöpferischen Lebensgestaltung und zur Co-Kreation sozialer Prozesse, die Liebe, die die andere Person als Person meint, das bewusste und aktive, engagierte Sich-Einsetzen für oder gegen, das Sich-Auseinandersetzen mit bzw. das Ringen um etwas, das nicht auf Aggression im biologischen Sinn reduziert werden kann.
Der Mensch wird als verkörpert gesehen. Daher ist die psychotherapeutische Arbeit mit dem Körper (z. B. dem Körpererleben und/oder dem Körperausdruck) ein zentraler Aspekt der Humanistischen Psychotherapie.
Die Humanistische Psychotherapie erkennt an, dass es eine Vielfalt von subjektiv als gültig verstandenen und als wahr empfundenen Realitäten gibt, so dass die Welt auf vielfältige Weise erlebt und interpretiert werden kann, und dass es eine Vielfalt von Weltanschauungen, Werte- und Glaubenssystemen, Lebenseinstellungen und Lebensstilen gibt, die den Menschen dazu befähigen können, ein befriedigendes, erfülltes Leben zu führen. Daher wird der Humanistische Psychotherapieprozess an den individuellen Besonderheiten des Patienten orientiert und nach ihnen variiert.

### Der psychotherapeutische Prozess
In der Humanistischen Psychotherapie wird der psychotherapeutische Prozess gesehen als fortgesetzte Erkundung und Selbsterkundung des Fühlens, Denkens, Wollens und Handelns und besonders der Beziehungs- und Einstellungsmuster des Patienten im Hier und Jetzt vor dem Hintergrund der biographischen Bezüge und Zukunftsorientierungen mit einer Haltung der Achtsamkeit insbesondere für Prozesse, Anteile und Schichten, die an der Grenze oder noch jenseits des Gewahrseins liegen, also unbewusst sind, in einem kooperativen Dialog mit dem Psychotherapeuten (bzw. in Therapiegruppen im Polylog auch mit den anderen Gruppenteilnehmern).
Die Humanistische Psychotherapie versteht sich als experimentell, weil sie sich an der unmittelbaren Erfahrung orientiert, experimentell, weil der psychotherapeutische Prozess als Ergebnis kooperativer Kreativität gesehen wird, und existenziell, weil Themen wie Fragen nach dem Sinn, Werten und Zielen einen zentralen Stellenwert im therapeutischen Prozess einnehmen.
Die Humanistische Psychotherapie betont die Relevanz der Eigenmotivation, Eigenarbeit und Selbstauseinandersetzung des Patienten sowie der konstruktiven Gestaltung der psychotherapeutischen Beziehung für den psychotherapeutischen Fortschritt. Die Humanistische Psychotherapie versteht Psychotherapie als kooperativen, emanzipatorischen Prozess, in dem der Patient optimale Freiheit gegeben wird, selbst über Ziele und Wege des psychotherapeutischen Prozesses zu entscheiden. Humanistische Psychotherapie versteht sich als intersubjektiver, interpersoneller Prozess, in dem die empathisch zugewandte, professionell abgegrenzte und ggf. konfrontative Haltung des Therapeuten sowie die Halt, Struktur und Experimentierraum gebende Therapeut-Patient-Beziehung fundamentale Ressourcen für konstruktiven psychotherapeutischen Fortschritt sind.
Die Tendenz des Patienten zur Aktualisierung alter Beziehungsmuster und Einstellungen in der Psychotherapeut-Patient-Beziehung wird als Möglichkeit gesehen und genutzt, um diese Muster dem Erleben und Verstehen und der psychotherapeutischen Transformation zugänglich zu machen. Der Humanistische Psychotherapeut fördert ein psychotherapeutisches Beziehungsklima, das den Patienten einlädt und befähigt, den psychotherapeutischen Prozess nach seinen inhärenten Wachstumsbedürfnissen mitzugestalten.
Die Humanistische Psychotherapie sieht die aktuellen Erfahrungen eines Menschen vor dem Hintergrund seiner biografischen Vergangenheit und Zukunftsperspektive, die durch eine Vielfalt von erlebnisaktivierenden Techniken im Hier und Jetzt des psychotherapeutischen Prozesses erlebbar, verstehbar und transformierbar gemacht werden können. Der Patient wird ermutigt, seine zunächst noch unklaren oder unbewussten inneren Prozesse emotional zu erleben, kognitiv zu integrieren, zu verstehen, der Symbolisierung und (sofern möglich) der Verbegrifflichung zugänglich zu machen und zu kommunizieren.
Im Fokus des Humanistischen Psychotherapieprozesses steht das unmittelbare Erleben des Patienten im Hier und Jetzt vor dem Hintergrund seiner biografischen und sozialen Bezüge. Hierbei werden die Gefühle des Patienten in ihrer Funktion der Bewertung der Realität auf Basis biografischer Muster und als Basis von Entscheidungsprozessen gesehen und genutzt. Der Humanistische Psychotherapeut bemüht sich, zu verstehen, was und wie der Patient erlebt und das empathisch Erfasste dem Patienten gegenüber angemessen zu kommunizieren. Das hilft dem Patienten, sich allmählich selbst besser zu verstehen, die ihm zunächst noch unklaren Anteile und Zustände zu verstehen sowie sich mit seinen Erfahrungen, Wünschen, Bedürfnissen, Lebenseinstellungen und Werten auseinanderzusetzen.
Die Empathie des Psychotherapeuten im Sinne einer stellvertretenden Introspektion in den Patienten mit dem Ziel, das Erleben des Patienten immer differenzierter und angemessener zu erfassen, ihm gegenüber zu kommunizieren sowie den Patienten zur Selbstempathie zu ermutigen und seine empathischen Fähigkeiten in seinen Beziehungskontexten zu fördern, ist eine grundlegende Intention in der Humanistischen Psychotherapie. Der Humanistische Psychotherapeut bemüht sich um eine akzeptierende und wertschätzende Haltung, was dem Patienten u. a. die Erfahrung vermittelt, als Person gewürdigt und unterstützt zu werden.

### Ziele
Die psychotherapeutische Beziehung und die psychotherapeutischen Techniken und Interventionen dienen der Differenzierung des Selbstgewahrseins des Patienten, der Identifikation, Entfaltung und Entwicklung seiner Ressourcen und der Förderung seiner Resilienz- und Wachstumsfähigkeiten. Humanistische Psychotherapie dient dazu, die Vitalität und Kreativität des Patienten, seine Ressourcen und seine Fähigkeit zur Gestaltung, Strukturierung und Abgrenzung aus dysregulierten Zuständen zu befreien und seine Selbstregulationsfähigkeiten zu fördern.
Humanistische Psychotherapie fördert das Erfassen und Wahrnehmen sowie die Erweiterung von Wahlmöglichkeiten des Patienten und das Bewusstsein der daraus resultierenden Verantwortlichkeit für sich, für andere Menschen und für seine soziale und ökologische Umwelt. Sie dient der Integration auf Leid aufrechterhaltende Weise abgespaltener Anteile, der Stabilisierung und Harmonisierung der psychischen Struktur und dem Lösen verkörperter Blockaden und Hemmungen.
Humanistische Psychotherapie will dem Patienten helfen, seine Identität, seine Grenzen und seine Souveränität in seinen sozialen Bindungen zu erspüren und zu definieren, zu schützen und auszuweiten, um einen erfüllten, sinnorientierten Lebensweg zu gestalten. Der Humanistische Psychotherapeut unterstützt den Patienten in der Reflexion der Orientierung seiner Lebensperspektive an sinnstiftenden Werten und in seiner Suche nach persönlichem Sinn, der seinem Leben Zentriertheit, Klarheit, Richtung und Erdung geben kann.

## Kritik
Die Kritik an der Humanistischen Psychotherapie umfasst mehrere Ebenen: Zum einen versteht sich die Humanistischen Psychotherapie als einer einzelnen Methode übergeordnete psychotherapeutische Grundorientierung. Sie ist demnach keine „Therapie“, sondern umfasst – wie auch die verhaltenstherapeutischen, psychodynamischen und systemischen Ansätze – unterschiedliche Behandlungsmethoden. Was die der humanistischen Psychotherapie zugeordneten Ansätze verbindet und was sie von anderen Psychotherapiemethoden abgrenzt, war lange nicht klar, und eine wissenschaftliche Diskussion dieser Frage stand vor dreißig Jahren noch aus. Inzwischen gibt es dazu aber zahlreiche Publikationen, deren Stand auch in den modernen Lehrbüchern zur Psychotherapie wiedergegeben wird.
Ein weiterer Kritikpunkt betrifft die fehlenden Nachweise zur indikationsspezifischen Wirksamkeit der Behandlungsmethoden der Humanistischen Psychotherapie. Diese fehlenden Nachweise haben in Deutschland die Anerkennung der Humanistischen Psychotherapie als wissenschaftlich anerkanntes Psychotherapieverfahren durch den Wissenschaftlichen Beirat Psychotherapie (WBP) nach § 11 Psychotherapeutengesetz verhindert.
Allerdings wurde das Gutachten des WBP ebenso kritisiert: Unter anderem haben über 40 Professoren und Wissenschaftler behauptet, dieses Gutachten verletze grundlegende Regeln wissenschaftlichen Arbeitens.

## Arbeitsgemeinschaft Humanistische Psychotherapie
In Deutschland entstand die Arbeitsgemeinschaft Humanistische Psychotherapie AGHPT in Verbindung mit der Gesetzgebung zum Psychotherapeutengesetz, welche die bis dahinbestehende Verfahrensvielfalt als bezahlte Kassenleistung abschaffte. Zielstellung ist, für den Erhalt und den Ausbau der Verfahrens- und Methodenvielfalt in der Psychotherapie einzutreten. Im Jahr 2008 startete Heinrich Bertram vom Verband Psychologischer Psychotherapeuten eine Initiative unter dem Namen „Grosser Ratschlag“, die Einzelpersonen und Fachverbände zusammenbrachte, um das zunehmende Vergessen bzw. Ignorieren der humanistisch-psychologisch orientierten Verfahren. zu thematisieren. Daraus ging die AGHPT als neuer Dachverband der Humanistischen Psychotherapie hervor.